# 川端純四郎
川端 純四郎（かわばた じゅんしろう、1934年 - 2013年5月23日）は、日本の神学者・教会オルガニスト。バッハの研究家でもある。

## 生涯
1934年生まれ。東北大学文学部を卒業し、同大学大学院宗教学専攻に進学し、博士課程を満期退学。1960年、西ドイツ・マールブルク大学に留学し、ルドルフ・ブルトマンに師事。帰国後は東北学院大学文学部キリスト教学科助教授に就いた。1999年に東北学院大学を定年退職。日本基督教団仙台北教会オルガニストを務めた。

## 著作
著書
- 『CD案内キリスト教音楽の歴史』日本基督教団出版局 1999
- 『J.S.バッハ 時代を超えたカントール』日本キリスト教団出版局 2006
- 『さんびかものがたり』1-4 日本キリスト教団出版局 2009-10

共著
- 『よくわかるキリスト教の音楽』 今橋朗・長谷川朝雄共編, キリスト新聞社 2000
- 『クリスマス音楽ガイド クリスマス・シーズンに歌いたい音楽50選』 関谷直人共編著, キリスト新聞社 2004
- 『やさしい礼拝用オルガン曲集』1-3 岡井晃共編, 日本キリスト教団出版局 2005
- 『バッハのコラールを歌う 名曲50選』関谷直人共編著, キリスト新聞社 2007

翻訳
- 『ブルトマン』(新約聖書神学 1-2)  新教出版社 1963-66
- 『イエス』 R.ブルトマン著, 八木誠一共訳, 未来社 1963
- 『ブルトマン著作集 5』(新約聖書神学 3) 新教出版社 1980
- 『ヨハネの手紙』 R.ブルトマン著, 日本基督教団出版局 1987

## 参考
- 「さんびかものがたり」著者紹介